# 姚嘉文
姚 嘉文（よう かぶん、1938年6月15日 - ）は、台湾の政治家。考試院長、元民主進歩党主席。
1957年、台湾省の公務員普通統計職員試験にトップで合格すると、交通部電信総局（現在の中華電信）に入った。その後、台湾大学法学部などを卒業し、1966年に弁護士の資格を得る。カリフォルニア大学バークレー校への留学から帰国した1973年には、林義雄や張徳銘と一緒に弁護士事務所「平民法律服務中心」を設立した。また、比較法学会の総幹事として司法改革や法治主義の推進に努めた。1975年、林義雄と郭雨新の訴訟を提起し、「党外大護法」の栄誉を受ける。1978年には「護法と変法」を出版し、国会の全面改選を訴えた。同年開催された国民大会代表選挙に参加したが、おりしもアメリカと中華民国との断交が決まり、選挙は中止された。
1979年、美麗島事件で逮捕、起訴され懲役12年の判決を受ける。その後、1987年に仮出獄すると、同年12月に第2代民進党主席に当選する。1988年、民進党主席として「台湾主権独立案」を採択した。翌1989年には台湾新憲法の枠組みを提案する。またこの年、妻の周清玉が彰化県長に当選、自身も県政府顧問に就任する。1992年の立法委員選挙では当選したものの、再選を狙った1995年の選挙ではあえなく落選。再起をかけた1998年の選挙でも落選してしまう。その後、2000年に陳水扁が総統に就任すると、総統府資政に就任する。2002年から2008年まで考試院長を務めた。
| 先代許水徳 | 考試院院長2002年 - 2008年 | 次代王建煊 |

| 先代江鵬堅 | 党主席1987年 - 1988年 | 次代黄信介 |